# 18-та бригада НГ (Україна)
18-та Слов'янська бригада (в/ч 3035) — військове формування Національної гвардії України. Місце дислокації — м. Слов'янськ, Донецька область. Входить до складу 2-го корпусу НГУ «Хартія».

## Історія
Наказом командувача НГУ від 2 січня 1992 року на базі 26-го батальйону Внутрішніх військ МВС СРСР сформовано 13-й полк Національної гвардії (в/ч 4113), що увійшов до складу 4-ї Північної дивізії.
В 1995 році згідно з Указом Президента України від 20 січня та наказу командувача НГУ від 26 січня 13-й полк НГУ підпорядковано Внутрішнім військам де його перейменовано на 15-й спеціальний моторизований полк (з конвоювання засуджених та осіб, взятих під варту) (в/ч 3035).

### Російсько-українська війна
В 2014 році полк увійшов до складу заново створеної Національної гвардії України.
29 травня 2014 року територію військової частини в Луганську було захоплено проросійськими бойовиками. Військовослужбовців частини передислокували спершу в Харків. Реорганізація полку відбувалася у грудні 2014 року із гвардійців військових частин 3004, 3023, 3037, що були розташовані у Донецьку і підлягли розформуванню у зв'язку з захопленням територій частин бойовиками. За розпорядженням Головного управління НГУ у зв'язку з проведенням антитерористичної операції полк був передислокований у м. Слов'янськ.
2016 року у полку створено стрілецький батальйон з охорони взводних опорних пунктів. 9 вересня 2016 року до складу полку було передано 2-й батальйон спецпризначення НГУ «Донбас».
23 серпня 2019 року полк отримав почесне найменування «Слов'янський».

### Російське вторгнення 2022 року
2 вересня 2022 року полк відзначений почесною відзнакою «За мужність та відвагу».
У вересні 2022 року полк брав участь у Слобожанському контрнаступі.
У 2023 році полк реорганізований на 18-ту Слов'янську бригаду.
6 березня 2025 року у пресслужбі військової частини повідомили, що бригада отримала на озброєння вітчизняні 155-мм колісні самохідні артилерійські установки 2С22 «Богдана».
В квітні 2025 року бригада увійшла до складу 2-го корпусу НГУ «Хартія».

## Структура
- 1-й стрілецький батальйон
- 2-й стрілецький батальйон
- 3-й стрілецький батальйон
- батальйон спеціального призначення НГУ «Донбас»[5]
- батальйон оперативного призначення[13]
- батарея протитанкових керованих ракет
- стрілецька резервна рота
- рота охорони
- рота бойового та матеріального забезпечення
- гаубична артилерійська батарея
- взвод розвідки спецпризначення
- автомобільна рота
- військовий оркестр
- медичний пункт

## Оснащення
- 2С22 «Богдана»[14]

## Командування
- 2018: полковник Жук Василь Васильович[15]

## Втрати
- 30 травня 2014 — Шелємін Дмитро Михайлович, сержант.
- 15 вересня 2015 — Панченко Олег Миколайович.[16]
- 3 листопада 2017 — Курбатов Станіслав Вікторович, старший солдат.[17]
- 18 серпня 2019 — Таран Богдан Леонідович, солдат.[18]
- 12 листопада 2022 - Ліщина Ігор Ярославович, 42 роки. Молодший сержант, помічник гранатометника 2-го відділення 3-го взводу спеціального призначення 1-шої роти спеціального призначення «Донбас». Загинув на станції Майорськ поблизу г. Горлівка Донецької області[19].
- 28 листопада 2022 — Іван Підгірний, старший солдат. Поранений 16 вересня 2022, помер у київській лікарні.[20]
- 31 березня 2022 — Богдан Іщук. Загинув в районі міста Новодружеськ Луганської області.[21]
- 24 грудня 2024 — Кашуба Роман. 21.11.1980, м. Львів.[22]

## Традиції
23 серпня 2019 року під час урочистої церемонії підняття Державного прапора України на Софійській площі, президент України присвоїв ім'я полку «Слов'янський» із врученням стрічки для прапора.
2 вересня 2022 року указом Президента України з метою гідного вшанування мужності та героїзму, виявлених під час захисту державного суверенітету, незалежності, територіальної цілісності України полк відзначений почесною відзнакою «За мужність та відвагу».